# Ateneu Català de la Classe Obrera
L'Ateneu Català de la Classe Obrera fou una associació fundada el 1861 a Barcelona per un grup de liberals progressistes (entre els quals el republicà Joan Nuet) que tenia el propòsit de difondre la cultura entre els obrers. A partir de la Revolució de 1868 l'Ateneu va virar ideològicament aglutinant un nucli de dirigents obrers que, més endavant, impulsarien el bakuninisme espanyol de la Primera Internacional: Rafael Farga i Pellicer, Jaume Balasch i Josep Llunas i Pujals. Igualment com la FRE de l'AIT, fou clausurat en produir-se el cop d'estat del general Manuel Pavía el gener del 1874.
Quan el moviment obrer organitzat va poder recuperar-se, el 1881 l'Ateneu va tornar a activar-se dirigit aleshores per Manuel Bochons i Josep Pàmies i sota el nom d'Ateneu Obrer de Barcelona.